# Ан-Насир Хасан
Аль-Малик ан-Насир Наср ад-Дин аль-Хасан ибн Мухаммад (араб. الناصر بدر الدين أبو المعالي الحسن بن الناصر‎) — мамлюкский султан Египта, правивший в 1347—1351 и 1354—1361 годах.

## Биография

### Первое правление
Одиннадцатилетний ан-Насир Хасан был возведен на престол после низложения его брата Хаджжи аль-Музаффара в декабре 1347 года группой эмиров во главе с вице-султаном Байбугой аль-Арусом, визирем Мандшаком аль-Юсуфи и эмиром Таз ан-Насири. Триумвират эмиров взял на себя управление страной и первым делом перепродал приобретенных Хаджжи I черкесских мамлюков, что существенно снизило нагрузку на королевскую казну. Финансовые резервы, сформированные отцом Хасана, султаном ан-Насиром Мухаммадом, уже были исчерпаны, а финансовые проблемы усугубились распространением чумы несколько месяцев спустя.
Как и в Западной Европе, чуму принесли в Египет торговые суда из Чёрного моря. Из-за недостаточных разливов Нила и последовавшего голода население было ослаблено, так что эпидемия стала стремительно распространяться. Осенью 1347 года первые люди умерли в Александрии, а весной 1348 года чума уже распространилась по всей дельте Нила. Осенью и зимой того же года она достигла Верхнего Египта и Сирии, где бушевала до февраля 1349 года. В целом эта первая крупная эпидемия сократила примерно на треть общую численность населения Египта и Сирии, но мамлюкской элиты практически не коснулась. Иностранцы и вновь приобретенные рабы-мамлюки почти все вымерли из-за отсутствия иммунитета в болезни, что только сплотило старую элиту мамлюков. Султан ан-Насир Хасан скрывался от болезни в своей летней резиденции Сириак на севере Каира. Не менее губительными оказались последующие кратковременные вспышки чумы (55 вспышек только в 1348—1517 годах). В городах смерть многих мастеров вызвала рост цен на ремесленные товары. Гибель крестьян, с одной стороны, снизила потребление хлеба и позволила лучше кормить города, но в долгосрочной перспективе сокращение количества рабочих рук только грозило новым голодом. Кроме того, убыль населения привела к снижению налоговых поступлений в казну султана, а также к сокращению численности оседлых земледельцев и росту числа кочевников-бедуинов, которые неоднократно восставали против центральной власти.
В Сирии шла борьба за власть: вице-султан Триполи был арестован и убит Аргун-шахом, вице-султаном Дамаска, якобы с одобрения ан-Насира Хасана. Тем не менее, визирь Мандшак конфисковал владения Аргун-шаха. В самом Египте черкесские мамлюки попытались в 1347 году посредством переворота вернуть себе привилегированное положение, которое они занимали при Хаджжи аль-Музаффаре. В правящем триумвирате также появились трещины. Эмир Таз ан-Насири был недоволен тем, что государственное управление находилось в основном в руках Мандшука и Байбуги, который был очень популярен в Каире. Байбуга сократил зарплату и паек султанских мамлюков и реорганизовал диваны. При этом султан ан-Насир не остался в стороне и приблизил к себе начальника султанских конюшен эмира Мугултая. Вместе они пытались расширить трещину между Тазом и Байбугой. В 1351 году Таз в союзе с Мандшуком арестовал Байбугу, который отправился в паломничество в Мекку. Но на этом Таз ан-Насири не остановился. Он сговорился с эмиром Саргитмишем и заставил Хасана отречься от престола на площади перед цитаделью. Султан Хасан был заключен в тюрьму в течение следующих четырёх лет в гареме, где он в основном посвятил себя самообразованию. Его место на троне занял ещё один сын султана ан-Насира Мухаммада Салих Салахуддин.

### Второе правление

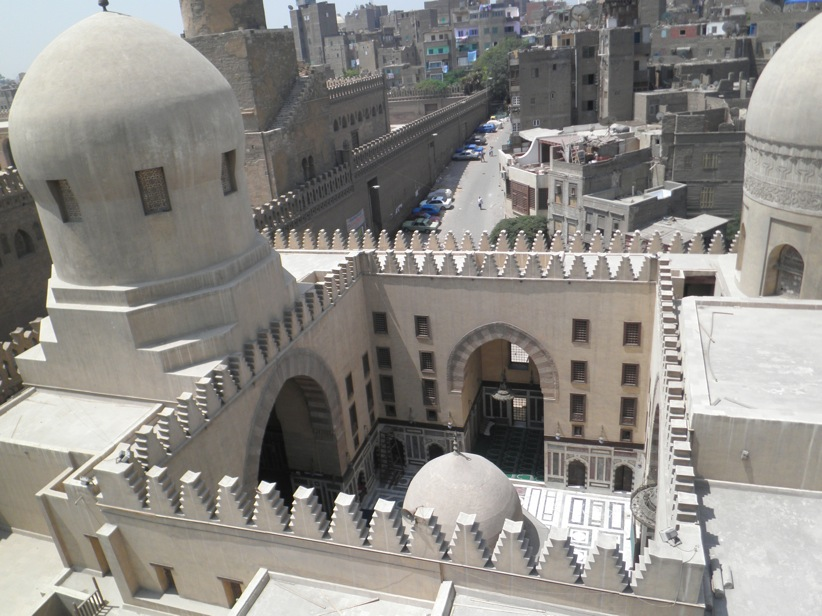
Медресе Саргитмиша

После переворота Саргитмиша против Таза ан-Насири и последующего низложения Салиха в октябре 1354 года ан-Насир аль-Хасан был восстановлен на престоле. Основные выгоды от реставрации получил союзник Саргитмиша эмир Шейхун аль-Умари, ставший командующим армией (атабеком) и фактически ставший правителем государства. Оба эмира неоднократно ссорились по религиозным вопросам, но при этом оба были покровителями светской науки и религиозной архитектуры. Так, Шейхун построил большую мечеть после чумы 1348 года в южных районах Каира. Саргитмиш также построил в 1356 году впечатляющую медресе. Вскоре эмиры окончательно рассорились. Шейхун был убит в 1357 году на глазах Хасана. Хотя один из мамлюков султана признался, что убил эмира из-за личной обиды, он был казнен так скоро, что появились подозрения в истинных мотивах убийцы. Место Шейхуна во главе армии занял сам Саргитмиш. Его успех был недолгим: уже в августе 1358 года султан приказал его арестовать и отправить в тюрьму, после чего фактически началось самостоятельное правление аль-Хасана.
22-летний султан больше не доверял эмирам отца, поэтому он назначил на ведущие должности доверенных лиц, а старая гвардия была изгнана с ключевых позиций. Но даже его собственные мамлюки были менее верны, чем алчны. Аль-Хасан так и смог создать крепкую опору своей власти.
В последние годы своего правления султан аль-Хасан становился все более непопулярным. Люди ценили его интеллект, но презирали за жадность. Он урезал заработную плату, пенсии и доход от имений своим офицерам. Большая часть денег текла в его массивные программы строительства, особенно в строительстве мечети его имени, на тот момент крупнейшей в мире. Начатое в 1356 году строение было завершено через пять лет, однако незадолго до завершения один из минаретов рухнул, и сотни людей были погребены под обломками. Это было истолковано как дурное предзнаменование для правителя. В то время у султана появился сильный оппонент в лице эмира Ялбуги аль-Хассаки. Ялбуга спровоцировал восстание населения города, и аль-Хасан попытался бежать в Керак. В марте 1361 года он был взят в плен и заключен в тюрьму. Как он умер, неизвестно. В мавзолее мечети султана Хасана тело самого Хасана не обнаружено.